# مارييلا كاسترو
مارييلا كاسترو إسبين (ولدت في 27 يوليو 1962) هي مديرة المركز الوطني الكوبي للتثقيف الجنسي في هافانا وناشطة مدافعة عن حقوق المثليات والمثليين ومزدوجي التوجه الجنسي والمتحولين جنسياً في كوبا.

## سيرة
هي ابنة كل من الرئيس الكوبي السابق راؤول كاسترو والنسوية والثورية فيلما اسبين وهي ابنة أخ الرئيس السابق فيدل كاسترو. لديها شقيق واحد وهو أليخاندرو كاسترو اسبين.
تنظم مجموعتها حملات للوقاية الفعالة من الإيدز فضلاً عن الاعتراف وقبول حقوق المثليين. اقترحت في عام 2005 مشروعاً للسماح للأفراد المتحولين جنسياً الحصول جراحة تغيير الجنس وتغيير الجنس القانوني. أصبح الإجراء قانونياً في يونيو من عام 2008 ما سمح بجراحة تغيير الجنس للكوبيين من دون توجيه أية تهم.
وقد نشرت ثلاثة عشر مقالة علمية وتسعة كتب.

## وصلات خارجية
- ابنة الرئيس كاسترو تقود مسيرة للمثليين في كوبا - بي بي سي عربي